# إليزابيث هانا
إليزابيث هانا هي ممثلة كندية، ولدت في 2 أبريل 1953 في كندا.

## أعمال

### أفلام
- (1998)  ملك الفيلة[4]

## وصلات خارجية
- إليزابيث هانا على موقع IMDb (الإنجليزية)
- إليزابيث هانا على موقع أول موفي (الإنجليزية)
- إليزابيث هانا على موقع قاعدة بيانات الأفلام السويدية (السويدية)
- إليزابيث هانا على موقع قاعدة بيانات الفيلم (الإنجليزية)
- إليزابيث هانا على موقع كينوبويسك (الروسية)